# شيرين سامي
شيرين سامي كاتبة وصاحبة مدونة «حدوتة مصرية» ومدونة «ذات مرّة». تخرجت شيرين من كلية صيدلة جامعة القاهرة.صدرت روايتها الأولى «قيد الفراشة» في معرض الكتاب يناير 2014 لدار نون للنشر والتوزيع وصدرت روايتها الثانية «حنّة» في يناير 2016 عن الدار المصرية اللبنانية- مكتبة الدار العربية للكتاب. صدرت لها رواية «من ذاق عرف» في معرض الكتاب يناير ٢٠١٩ عن الدار المصرية اللبنانية. كما صدر لها كتاب ١٥٤ طريقة لقول أفتقدك في نوفمبر ٢٠١٩ عن دار الكرمة، ورواية «الحجرات» في يونيو ٢٠٢١ عن دار الكرمة، ورواية «السيدة الكبرى» في معرض الكتاب يناير ٢٠٢٥ عن دار الكرمة. ترشحت روايتها لليافعين «ابتسم لأكون أقوى» والتي صدرت عن دار الشروق في ديسمبر ٢٠٢٣ في القائمة القصير لجائزة إتصالات لأدب الطفل والقائمة الطويلة لجائزة الملتقى العربي لناشري كتب الأطفال. 
ترجمت رواية  «ميؤوس منه» ورواية «فقد» للكاتبة كولين هوفر عن دار كيان. تدير نادي كتاب شهري للروايات الكلاسيكية بعنوان «حياة واحدة لا تكفيني»

## كتب
| الاسم                 | الناشر                                               | تاريخ النشر | عدد الصفحات | ردمك ISBN            |
| --------------------- | ---------------------------------------------------- | ----------- | ----------- | -------------------- |
| قيد الفراشة           | دار نون للنشر والتوزيع                               | 2014        | 408         |                      |
| 154 طريقة لقول أفتقدك | الكرمة                                               | 2019        | 176         | (ردمك 9789776743021) |
| من ذاق عرف            | الدار المصرية اللبنانية                              | 2019        | 255         |                      |
| حنّة                   | الدار المصرية اللبنانية - مكتبة الدار العربية للكتاب | 2016        | 269         | (ردمك 9789772937332) |
| كتاب بنكهة مصر        | دار ليلى (كيان كورب)                                 | 2012        | 148         |                      |

## لقاءات تليفزيونية
- لقاء خالد منصور مع الكاتبة شيرين سامي حول كتاب «من ذاق عرف».[8]
- لقاء مع القناة المصرية الأولى.[9]
- لقاء صوتي[10]